# U-Telemarket
U-Telemarket (précédemment Telemarket) était le pionnier des cybermarchés en France, créé en 1983 qui permettait de se faire livrer ses courses alimentaires à domicile. À l'origine, les commandes étaient passées par Minitel ou par téléphone, puis la société s'est adaptée à l'arrivée d'internet.
Malgré son rachat en mai 2011 par le groupement coopératif Coopérative U, le site cessa définitivement son activité le 26 juin 2013

## Historique
Créé en 1983, le service permettait de se faire livrer ses courses alimentaires à domicile. Les commandes étaient passées par téléphone ou par Minitel, puis via internet,.
De 1989 à juin 2005, Telemarket devient une filiale du Groupe Galeries Lafayette
En 1998, la première version du site internet était mise en ligne, faisant de lui le premier cybermarché en France[source insuffisante].
En 2005, cherchant depuis 2001 à se départir du capital de sa filiale, le groupe Galeries Lafayette cèda Telemarket à Roland Coutas, fondateur et ancien dirigeant du site de voyages en ligne travelprice.fr, et à Olivier Le Gargean, le directeur général en poste depuis 2002.
En 2007, Telemarket lança sa première campagne publicitaire d'affichage nationale : « La queue ça va 5 minutes » ou « Des queues j'en ai assez vu », « Marre de se taper des queues ». Initialement, livrant seulement l'Île-de-France et l'Oise, en 2007 un accord avec Chronopost lui permettait d'étendre son périmètre à toute la France métropolitaine continentale et Monaco. Depuis 2008, les villes de province recommençaient à être desservies par le biais classique (flotte de camions) avant son rachat par Coopérative U.
En 2009, la centrale d'achat de Casino remplaça celle de Monoprix.
En mai 2011, le groupe de distribution Coopérative U rachèta Telemarket, rebaptisée U-Telemarket.
Après avoir accepté sa cessation de paiement le 18 avril 2013, le Tribunal de commerce de Bobigny plaça U-Telemarket en redressement judiciaire le 30 avril, avec une période d’observation d’un mois. Le 26 juin 2013, le site cessa toute activité.

## Équipe dirigeante
U-Telemarket était dirigé par Roland Coutas (président directeur général), fondateur de la société Travelprice revendue à Lastminute et Olivier Le Gargean (directeur dénéral). Ces deux hommes ont décidé de reprendre le flambeau de l'entreprise en 2005, en la rachetant au groupe Galeries LaFayette. M. Le Gargean a été remplacé par Michel Jourdan, de Carrefour Ooshop.

## Actionnariat
- 1989 à 2005 : Groupe Galeries Lafayette ;
- 2005 à 2011 : Roland Coutas, Olivier Le Gargean, AGF Private Equity et Cita Gestion ;
- à partir de 2011 : Coopérative U.

## Activités et chiffres clés
1er supermarché en ligne, U-Telemarket possédait un entrepôt de 20 000 m2 situé à Pantin contenant 6 000 références.
| Années | Chiffre d'affaires          | Résultat net            |
| ------ | --------------------------- | ----------------------- |
| 2000   | 32,32 millions d'euros      | -                       |
| 2001   | 40,3 millions d'euros       | -25,95 millions d'euros |
| 2002   | 42,78 millions d'euros      | -13,7 millions d'euros  |
| 2003   | 40,17 millions d'euros      | -2,2 millions d'euros   |
| 2004   | près de 40 millions         |                         |
| 2010   | 49 millions d'euros         |                         |
| 2012.  | environ 40 millions d'euros |                         |